# أسكوت يونايتد
أسكوت يونايتد لكرة القدم (بالإنجليزية: .Ascot United F.C)‏ هو نادٍ لكرة القدم مقره في أسكوت، باركشير، بإنجلترا. هم حاليًا أعضاء في الدوري الممتاز من الدوري الممتاز في المقاطعات الشمالية ويلعبون في مضمار أسكوت.

## سجلات النادي
- أفضل أداء في كأس الاتحاد الإنجليزي: الجولة التمهيدية، 2012–13، 2014–15، 2021–22.[1]